# IPhone 13
iPhone 13 a iPhone 13 Mini (stylizováno jako iPhone 13 mini) jsou chytré mobilní telefony, navržené a vyvinuté americkou společností Apple. Jsou součástí 15. generace řady telefonů iPhone spolu se zařízeními iPhone 13 Pro, iPhone 13 Pro Max a třetí generace iPhonu SE, a přičemž nahrazují předcházející iPhone 12 a 12 Mini.
iPhone 13 a 13 Mini byly představeny spolu ostatními zařízeními stejné generace na Apple Eventu 14. září 2021.

## Historie
Nástupce modelů iPhonu 12 se začal vyvíjet s tím, aby se velikost výřezu, „notche“, zmenšila o 20 %. To se podařilo díky přesunutí předního reproduktoru umístěného do horní hrany telefonu, na kraj rámečku.
iPhone 13 a iPhone 13 Mini byly oficiálně oznámeny spolu s devátou generací iPadu, šestou generací iPadu Mini, Apple Watch Series 7, iPhonem 13 Pro a iPhonem 13 Pro Max na virtuální tiskové konferenci natočené v Apple Parku v kalifornském Cupertinu 14. září 2021.

## Specifikace

### Hardware
iPhone 13 a iPhone 13 Mini používají čipset Apple A15 Bionic, navržený společností Apple, obsahující 6jádrový procesor, 4jádrový grafický procesor, 16jádrový Neural Engine a LPDDR4X paměť. Oproti předchůdci došlo také ke zvýšení výdrže baterie.

#### Displej
iPhone 13 je vybaven 6,1palcovým, 15cm, Super Retina XDR OLED displejem s rozlišením 2532 × 1170 pixelů a hustotou pixelů 457 PPI s obnovovací frekvencí 60 Hz.
iPhone 13 Mini má 5,4palcový, 14cm, displej se stejnou technologií v rozlišení 2340 × 1080 pixelů a hustotou pixelů 477 PPI.
Oba modely mají displej s vylepšeným typickým jasem až 800 nitů a maximálním jasem až 1 200 nitů.

#### Fotoaparáty
iPhone 13 a 13 Mini jsou vybaveny stejným kamerovým systémem se třemi fotoaparáty – jedním předním, 12Mpix fotoaparátem s clonou ƒ/2,2 a dvěma zadními fotoaparáty – 12Mpix s clonou ƒ/1,6 a 12Mpix ultraširokým s clonou ƒ/2,4. Oba zadní fotoaparáty obsahují novější snímače pro větší sběr světla s novou optickou stabilizací obrazu na hlavním fotoaparátu. Kamery jsou na zadní straně uspořádány diagonálně, aby měly kamery větší prostor pro zachycení fotek.

### Software

#### iOS
iPhone 13 a 13 Mini měly při vydání nahraný operační systém iOS 15.

#### Fotoaparát
Aplikace fotoaparátu má nový režim nazvaný „Cinematic Mode“, který uživatelům umožňuje ostřit na větší blízkost a vytvářet malou hloubku ostrosti pomocí softwarových algoritmů. Režim je podporován na širokoúhlých a předních fotoaparátech.

## Design
iPhone 13 má displej téměř identický s iPhonem 12, pouze „notch“, výřez displeje, kde se nachází snímače Face ID, fotoaparát a True Depth kamera je o 20 % menší, kvůli přemístění reproduktoru nad ně, na kraj rámečku.
iPhone 13 a 13 Mini jsou k dispozici v šesti barevných specifikacích – temně inkoustová, hvězdně bílá, červená, pod označením Product Red, modrá, růžová a zelená. Zelenou barvu však představil Apple až o téměř půlroku později, 8. března 2022.
| Barva | Název                 |
| ----- | --------------------- |
|       | Temně inkoustová      |
|       | Hvězdně bílá          |
|       | Modrá                 |
|       | Růžová                |
|       | Zelená                |
|       | Červená (Product Red) |